# I semafori rossi non sono Dio
I semafori rossi non sono Dio è un album del cantautore italiano Gino Paoli, pubblicato dall'etichetta discografica Durium nel 1974.
L'album è prodotto da Alberto Martinelli. I brani sono firmati da Joan Manuel Serrat, Lorenzo Raggi e lo stesso interprete, mentre gli arrangiamenti e la direzione d'orchestra sono curati da Pinuccio Pirazzoli.
Dal disco vengono tratti i singoli Il manichino/Chopin e Nonostante tutto/La donna che amo.

## Tracce

### Lato A
1. La donna che amo
2. Il manichino
3. Un'altra estate
4. La libertà
5. Nonostante tutto

### Lato B
1. I miei dieci anni
2. Mediterraneo
3. La sbandata
4. Chopin
5. Ma andate a...